# Liste des gares de Nantes Métropole
L'agglomération nantaise (Nantes Métropole) compte 16 gares ouvertes au trafic voyageurs, dont treize sont en dehors de la ville de Nantes (voir l'article Liste des gares à Nantes) mais les territoires des communes faisant partie de la métropole. Elles sont toutes desservies par les TER Pays de la Loire ou les trams-trains de Nantes :
- la gare de La Basse-Indre - Saint-Herblain, située dans la commune de Saint-Herblain à l'ouest de Nantes ;
- la gare de Bouaye, située dans la commune de Bouaye au sud-ouest de Nantes ;
- sur la commune de La Chapelle-sur-Erdre au nord de Nantes :
  - la gare de Babinière : pôle d'échanges, située à la limite sud de la commune[2] ;
  - la gare d'Erdre-Active, au sud de la commune[2] ;
  - la gare de La Chapelle-Centre, proche du bourg[2] ;
  - la gare de La Chapelle-Aulnay, au nord de la commune[2] ;
- la gare de Couëron, située dans la commune de Couëron à l'ouest de Nantes ;
- la gare de Mauves, située dans la commune de Mauves-sur-Loire au nord-est de Nantes ;
- la gare de Rezé-Pont-Rousseau, située en bordure de Loire, dans la commune de Rezé au sud de Nantes ;
- sur la commune de Saint-Sébastien-sur-Loire au sud est de Nantes :
  - la gare de Saint-Sébastien-Frêne-Rond située à proximité du périphérique nantais[3] ;
  - la gare de Saint-Sébastien-Pas-Enchantés, située en bordure de Loire[3] ;
- la gare de Thouaré, située dans la commune de Thouaré-sur-Loire au nord-est de Nantes ;
- la gare de Vertou, située dans la commune de Vertou au sud-est de Nantes[3].